# زوي ستراوس
زوي ستراوس (بالإنجليزية: Zoe Strauss)‏ هي مصورة أمريكية، ولدت في 1970 في فيلادلفيا في الولايات المتحدة.

## وصلات خارجية
- الموقع الرسمي